# Lyda Chen-Argerich
Lyda Chen Argerich (1967) es una abogada y música (violista) nacida en Suiza, hija de dos músicos prominentes: Martha Argerich, pianista argentina y Chen Liang Sheng, director de orquesta chino-suizo. Ha destacado como intérprete de música clásica para viola, aunque inicialmente estudió y practicó el violín.

## Datos biográficos
Nacida en Ginebra (Suiza), Lyda Chen-Argerich es una de las tres hijas, la mayor, de Martha Argerich. Estudió derecho en Ginebra, recibiéndose de abogada, y simultáneamente también estudió violín en el Conservatorio de Ginebra con Ayla Erduranand, y más tarde en el Conservatorio Central de Beijing (China), con Lin Yao Ji. Es también hija de otro famoso en el mundo musical, conocido por algunos como Robert Chen (Chen Liang Sheng: 陳亮聲, 陈亮声, pinyin), director de coros y orquesta chino-suizo. 
Lyda tiene dos medio-hermanas, hijas también de su madre. La menor, Stephanie Kovacevich, cineasta e hija del pianista de música clásica y director de orquesta estadounidense Stephen Kovacevich, presentó en el Festival Internacional de Cine de Roma de 2017 su ópera prima, Bloody Daughter, documental que relata la intrincada relación de las tres hijas con su madre. Particularmente, refiriéndose a Lyda, dijo un crítico de cine “su historia merecería por sí misma una película”. La otra de las hermanas de Lyda es Annie Dutoit, hija de otro afamado director de orquesta y también violista, Charles Dutoit.
Aunque el violín fue el primer instrumento que tocó Lyda Chen, pronto optó por la viola, en la que se perfeccionó con Gad Levertof, profesor de la Universidad de Tel Aviv. Lyda llegó por primera vez al país de su madre, Argentina, al cumplir dieciocho años, cuando visitó a sus abuelos maternos.
Ha grabado obras con su madre Martha Argerich, entre otras el Cuarteto para Piano en Mi bemol de Schumann y quintetos de Shostakóvich. En el Festival de Lugano grabaron el Cuarteto en Re mayor N.º 2 de Beethoven.